# Bruno Lopes
Bruno Lopes (født 19. august 1986) er en brasiliansk fodboldspiller.